# Arrigo Candela
Arrigo Candela (Baldissero Canavese, 1956 – Bretagna, 2007) è stato un serial killer italiano, ritenuto colpevole della morte di sette persone tra Italia e Francia negli anni '90.

## Biografia
Nato a Baldissero Canavese nel 1956, Candela cominciò sin da piccolo a manifestare un forte interesse per armi e uniformi. Il suo passatempo preferito è appostarsi nei boschi e mimetizzarsi, e la sua passione per la guerra gli valse il soprannome di "Rambo del Piemonte". Da adulto, trovò lavoro come guardia giurata e visse nella sua città natale insieme alla moglie. Presto capì che la sua vera vocazione erano le rapine, e iniziò a prendere di mira dei negozianti della zona.

### Gli omicidi
All'inizio degli anni '90, Candela iniziò una serie di omicidi totalmente immotivati ai danni di persone incontrate per caso. Il 17 ottobre 1990, Aldo Bruno e Felicina Brugiafreddo, due dipendenti comunali che lavoravano nel municipio di Cuneo, furono uccisi a fucilate mentre pranzavano all'interno del camper dell'uomo, parcheggiato in uno spiazzo a Crissolo. A morire per primo fu Bruno, ucciso da un preciso colpo al cuore; quindi fu il turno della Brugiafreddo che aveva provato a rifugiarsi sotto il tavolo. Quasi un anno dopo, il 18 settembre 1991, il fioraio ventunenne Emiliano Cecco fu trovato senza vita all'interno del suo furgone dopo essere stato freddato da cinque colpi di pistola sparati attraverso il finestrino del conducente.
Dopo appena un mese si registrò un altro delitto, stavolta in provincia di Torino. In un bosco di Mazzè vennero ritrovati i cadaveri dei coniugi Vincenzo Pilone e Luigina Podio, uccisi a colpi di pistola mentre raccoglievano funghi. Non si sospettò ancora di un serial killer poiché la prima ipotesi fu una tragedia accidentale scaturita da un bracconiere, che aveva per sbaglio sparato alla donna e poi ucciso anche l'uomo per evitare testimoni. La sera del 21 gennaio 1992, Candela uccise Carmine Gatta, titolare di una ferramenta a Torino e suo amico di infanzia, con cui aveva un conto in sospeso. Pare infatti che Candela avesse importunato una donna che aveva avuto una relazione con Gatta. Candela, in un vero e proprio agguato, aspettò sotto casa il Gatta e appena lo vide estrasse una pistola calibro 9 con cui sparò sedici colpi verso l'amico, uccidendolo.
Nei mesi successivi, non potendosi più nascondere nei boschi della zona, scappò con la moglie in Bretagna dove rapinò quattro banche. Il 17 settembre 1992, al termine di una rapina allo Sportello della Banca di Bretagna a Redon, Candela fuggì con quarantamila franchi e salì su un'auto parcheggiata alla stazione. Venne però inseguito dall'agente di polizia municipale Michel Macé, che Candela uccise con cinque colpi di pistola in prossimità di una scuola elementare. Dopo tre giorni di caccia all'uomo dove vennero coinvolti trecento agenti ed elicotteri, Candela venne arrestato dalle unità cinofile francesi e si arrese senza sparare. In casa di Candela vennero trovate numerose armi, tra cui la pistola calibro 9 per l'omicidio di Carmine Gatta e il fucile calibro 12 usato per uccidere Aldo Bruno e Felicina Brugiafreddo.

### Processo e morte
Nel 1996 Candela fu processato a Rennes e condannato all'ergastolo per l'omicidio di Michel Macé, a cui si aggiunsero un lungo periodo di isolamento diurno e 18 anni da scontare in un istituto di massima sicurezza a causa delle numerose rapine in territorio francese e un tentato omicidio ai danni dell'agente Dudziak. La Francia impedì l'estradizione di Candela in Italia, che non poté mai giudicarlo e condannarlo per i sei omicidi commessi tra il 1990 e il gennaio 1992. Arrigo Candela morì in cella nel 2007.

### Le vittime
- Aldo Bruno e Felicina Brugiafreddo, uccisi a Crissolo il 17 ottobre 1990
- Emiliano Cecco, ucciso a Cuneo il 18 settembre 1991
- Vincenzo Pilone e Luigina Podio, uccisi a Mazzè il 18 ottobre 1991
- Carmine Gatta, ucciso a Pino Torinese il 21 gennaio 1992
- Michel Macé, ucciso a Redon il 17 settembre 1992